# Lamouilly
Lamouilly är en kommun i departementet Meuse i regionen Grand Est (tidigare regionen Lorraine) i nordöstra Frankrike. Kommunen ligger i kantonen Stenay som tillhör arrondissementet Verdun. År 2022 hade Lamouilly 84 invånare.

## Befolkningsutveckling
Antalet invånare i kommunen Lamouilly
| Referens: INSEE |